# Cryptachaea rioensis
Cryptachaea rioensis là một loài nhện trong họ Theridiidae.
Loài này thuộc chi Cryptachaea. Cryptachaea rioensis được Herbert Walter Levi miêu tả năm 1963.